# جاده ئی۸۴۸ اروپا
جاده ئی۸۴۸ اروپا (به انگلیسی: European route E848) یکی از جاده‌های درجه ۲ قاره اروپا است.
این جاده که در کشور ایتالیا قرار دارد از شهر لامتزیا ترمه شروع شده و در شهر کاتانزارو به پایان می‌رسد.